# El Tasícuri
El Tasícuri es una ranchería del municipio de Magdalena ubicada en la región centro-norte del estado mexicano de Sonora. La hacienda es la tercera localidad más poblada del municipio, ya que según los datos del Censo de Población y Vivienda realizado en 2010 por el Instituto Nacional de Estadística y Geografía (INEGI), El Tasícuri tiene un total de 545 habitantes. Se ubica en la carretera federal 15, en el tramo Magdalena de Kino–Campo Carretero.

## Geografía
El Tasícuri se sitúa en las coordenadas geográficas 30°39′41″ de latitud norte y 110°56'09" de longitud oeste del meridiano de Greenwich, a una elevación de 776 metros sobre el nivel del mar.